# 染谷昌利
染谷 昌利（そめや まさとし 1975年 - ）は、埼玉県出身のブログメディア運営、コミュニティ(オンラインサロン)運営、書籍の執筆・プロデュース、企業や地方自治体のインターネットマーケティングアドバイザー、講演活動など、複数の業務に取り組むバラレルワーカー。